# Reinsvoll
Reinsvoll är en tätort i Vestre Totens kommun i Innlandet fylke i sydöstra Norge. Orten ligger vid riksväg 4 och Gjøvikbanan, söder om staden Raufoss.